# كارلو شميد
كارلو شميد (بالألمانية: Carlo Schmid) (و. 1896 – 1979 م) هو قاضي، وسياسي، وأستاذ جامعي، من ألمانيا، ولد في بيربينيا، كان عضوًا في الحزب الديمقراطي الاجتماعي الألماني، شارك في الانتخابات الرئاسية الألمانية الغربية 1949، وParlamentarischer Rat ‏، توفي في باد هونيف، عن عمر يناهز 83 عاماً.

## مناصب
تولى منصب عضو في البوندستاغ الألماني.

## التعليم
تعلم في جامعة توبنغن.

## مناصب وهيئات
أدار جامعة توبنغن، وجامعة غوته في فرانكفورت.

## جوائز
حصل على جوائز منها:
- جائزة غوته (1967)
- وسام منع الإساءة للحيوانات [الإنجليزية]‏
- وسام الاستحقاق لبادن-فورتمبيرغ.

## روابط خارجية
- كارلو شميد على موقع الموسوعة البريطانية (الإنجليزية)
- كارلو شميد على موقع مونزينجر (الألمانية)
- كارلو شميد على موقع ميوزك برينز (الإنجليزية)
- كارلو شميد على موقع ديسكوغز (الإنجليزية)